# Jochem Douma
Jochem Douma (Stadskanaal, 23 november 1931 – 7 november 2020) was een Nederlandse theoloog, voorheen van de Gereformeerde Kerken vrijgemaakt.  Hij staat vooral bekend als christelijk ethicus. Douma was lange tijd een van de gezichten van de Gereformeerde Kerken vrijgemaakt totdat hij in november 2014 de overstap maakte naar de Gereformeerde Kerken Nederland.

## Levensloop
Douma studeerde theologie aan de gereformeerd-vrijgemaakte Theologische Hogeschool Kampen (Broederweg) in Kampen (tegenwoordig Theologische Universiteit Kampen (Broederweg) geheten) en aan de Universiteit van Amsterdam. In 1966 promoveerde hij aan bovengenoemde hogeschool op het proefschrift Algemene genade. Uiteenzetting, vergelijking en beoordeling van de opvattingen van A. Kuyper, K. Schilder en Joh. Calvijn over "algemene genade".
Van 1961 tot 1968 was hij predikant in Rijnsburg en van 1968 tot 1970 in Brunssum. Daarna was hij van 1970 tot aan zijn emeritaat op 1 januari 1997 als hoogleraar christelijke ethiek verbonden aan de Theologische Universiteit Kampen (Broederweg). Van 1993 tot 1998 was hij ook bijzonder hoogleraar medische ethiek aan de Vrije Universiteit Amsterdam.
Daarnaast was hij van 1981 tot 1996 voorzitter van de Vereniging ter Bescherming van het Ongeboren Kind (VBOK).
Douma schreef theologische boeken, hoofdzakelijk op het terrein van de christelijke ethiek, de calvinistische filosofie en de exegese. Ook schreef hij regelmatig columns in het Nederlands Dagblad.

### Vertrek uit Gereformeerde Kerken vrijgemaakt
De theoloog baarde in november 2014 opzien met zijn overstap van de Gereformeerde Kerken vrijgemaakt naar de Gereformeerde Kerken Nederland. Dit kerkgenootschap is in 2003 ontstaan als gevolg van een afsplitsing vanwege de koers van de Gereformeerde Kerken vrijgemaakt. Douma lichtte zijn keuze toe in het boekje Afscheid. Volgens hem zijn de vrijgemaakten hun gereformeerde identiteit aan het verliezen. Dit illustreerde hij aan de hand van veranderingen op het gebied van liturgie, leerdiensten en kerkelijke eenheid. Ook hekelde Douma de grote ruimte die plaatselijke kerken wordt geboden, en het niet aanspreken van gemeenteleden die in zonde leven. De druppel was voor hem het besluit van de Vrijgemaakte synode in juni 2014 om toenadering te zoeken tot de Nederlands Gereformeerde Kerken.

## Werken (selectie)
- Algemene genade. Uiteenzetting, vergelijking en beoordeling van de opvattingen van A. Kuyper, K. Schilder en Joh. Calvijn over "algemene genade", 1966 (proefschrift)
- Homofilie, 1973
- Kritische aantekeningen bij de wijsbegeerte der wetsidee, 1976
- Christelijke ethiek, 1976-1978
- Abortus, 1984
- Gewapende vrede, 1988
- Milieu en manipulatie, 1989
- Ethiek en recht, 1990
- K. Schilder, aspecten van zijn werk, 1990
- De tien geboden: handreiking voor het christelijk leven, 1992
- Medische ethiek, 1997
- Grondslagen christelijke ethiek, 1999
- Genesis: gaan in het spoor van de Bijbel, 2004
- Van Egypte naar Kanaän, 2004
- Van Jozua tot Salomo, 2005
- Job, Psalmen, 2005
- Scheuring, ballingschap en herstel, 2005
- Spreuken, Prediker, Hooglied, 2006
- Jesaja, Jeremia en Klaagliederen, 2006
- Ezechiël, Daniël, 2006
- Hosea, Joël, Amos, Obadja, 2007
- De kleine profeten, 2007